# Autopackage

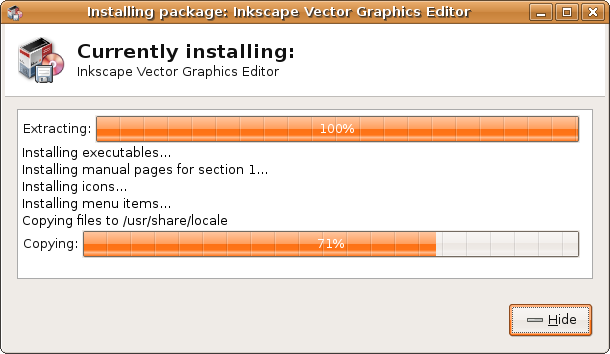
Autopackage

Autopackage – instalator pojedynczego pakietu oprogramowania działający w każdej dystrybucji systemu operacyjnego GNU/Linux. 

## Postanowienia
Głównymi postanowieniami twórców autopakietu są:
- Ułatwienie instalacji, co jest niezwykle ważną zaletą dla niedoświadczonych użytkowników
- Stworzenie możliwości rozprowadzania oprogramowania w postaci prekompilowanej działającej we wszystkich dystrybucjach systemu operacyjnego GNU/Linux.

## Sposób użycia
Mając plik *.package należy najpierw nadać mu uprawnienie do uruchomienia (wykonania), a następnie uruchomić go.
Można to zrobić za pomocą środowiska graficznego lub konsoli wpisując polecenie
chmod +x nazwapliku.package && ./nazwapliku.package
zakładając, że znajdujemy się w tym samym katalogu, co nasz autopakiet.

## Opis szczegółowy
Technicznie jest to plik wykonywalny o nazwie z rozszerzeniem .package składający się z dwóch części:
- Skompresowanej zawierającej dowolny pakiet oprogramowania
- Nieskompresowanej zawierającej kod maszynowy odpowiedzialny za rozpakowanie i instalację wspomnianego pakietu

Przy uruchomieniu pierwszego autopakietu następuje pobranie z Internetu programu pozwalającego na instalację autopakietów oraz opcjonalnie GUI towarzyszące instalacji, a następnie instalacja. Przy uruchamianiu kolejnych autopakietów, o ile nie usunęliśmy ww. programu, instalacja następuje natychmiast.

## Krytyka
- Plik w formacie Autopackage może zostać rozpakowany wyłącznie przy pomocy Autopackage lub jego implemetacji
- Brak dokładnej specyfikacji formatu i opisu mechanizmu działania
- Brak możliwości rozpakowania formatu autopackage bez uruchomienia pliku - problem bezpieczeństwa[2].